# Vysoká nad Kysucou
Vysoká nad Kysucou (in ungherese Hegyeshely) è un comune della Slovacchia facente parte del distretto di Čadca, nella regione di Žilina.
Il villaggio fu citato per la prima volta in un documento storico nel 1619.